# Маслов, Андрей Данилович
Андре́й Дани́лович Ма́слов — командир стрелкового отделения 1026-го стрелкового полка (260-я стрелковая дивизия, 47-я армия, 1-й Белорусский фронт), старший сержант.

## Биография
Андрей Данилович Маслов родился в семье рабочего в деревне Строкино Малоархангельского уезда Орловской губернии (в настоящее время Верховский район Орловской области). Окончил 4 класса школы, работал трактористом.
В 1935 году Корсаковским райвоенкоматом был призван в ряды Красной армии. Участник Советско-финской войны. На фронтах Великой Отечественной войны с августа 1941 года.
В бою за станцию Хрывятки, в ночь с 14 на 15 марта 1944 года командир миномётного отделения старший сержант Маслов обнаружив скопление пехоты противника, он внезапным налётом миномётного огня рассеял её, а частью уничтожил. Противник начал яростный огонь по пехоте Красной армии, мешая продвижению стрелковых подразделений. Тогда Маслов меткими попаданиями подавил две огневые точки противника, а когда закончились боеприпасы, подобрал миномёт противника и повёл огонь из него, нанося урон в живой силе, чем способствовал продвижению вперёд стрелковых подразделений. Приказом по 260-й стрелковой дивизии от 25 марта 1944 года он был награждён орденом Славы 3-й степени.
10 августа 1944 года в бою за гмину Станиславув в Польше старший сержант Маслов, первым ворвавшись на окраину города, решительным ударом очистил её от противника, и, заменив вышедшего из строя командира взвода, устремился со взводом преследовать противника. Достигнув северо-западной окраины города, Маслов со взводом закрепился на ней, обеспечивая огнём прохождение остальных подразделений.

15 августа 1944 года в бою за населённый пункт Острувек в Мазовецком воеводстве Маслов был ранен, но поля боя не покинул. Приказом по 47-й армии от 27 сентября 1944 года он был награждён орденом Славы 2-й степени.
В бою за населённый пункт Кобылка 5 сентября 1944 года при выбытии из строя командира взвода Маслов смело принял командование взводом на себя и, ворвавшись на окраину населённого пункта, уничтожил расчёты двух лёгких пулемётов, закрепился на захваченном рубеже, обеспечив продвижение вперёд других подразделений. Приказом по 260-й стрелковой дивизии от 10 октября 1944 года он был награждён орденом Красной Звезды.
В бою за высоту 101,3 в районе населённого пункта Кобылка 10 октября 1944 года в тяжёлую минуту, когда танки противника двигались на боевые порядки 2-го батальона и, подойдя вплотную к командному пункту командира батальона, прямой наводкой стреляли по пехоте и внесли замешательство в ряды бойцов, старший сержант Маслов остановил отход пехотинцев и, встав к орудиям под ураганным огнём противника, отдал приказ открыть огонь по танкам. Артиллеристы открыли огонь и подожгли три танка, заставив остальные повернуть обратно. В этот решающий момент, Маслов поднял пехоту и бросился на пехоту противника, отставшую от танков и восстановил положение. Был представлен к награждению орденом Красного Знамени. Указом Президиума Верховного Совета СССР от 24 марта 1945 года он был награждён орденом Славы 1-й степени.
Старший сержант Маслов был демобилизован в октябре 1945 года. Жил в Москве, работал на заводе «Москабель».
Скончался Андрей Данилович Маслов 11 июня 1976 года.